# 宮本行
宮本 行（みやもと ぎょう、1979年2月11日 - ）は、日本の俳優・タレント。長崎県出身。

## 来歴
- 身長177cm
- 特技はダンス（ロックダンス、タップダンス）、バスケット
- 趣味は映画、日曜大工、鉛筆画、古着

## 出演

### テレビドラマ
- 婚外恋愛（2002年1月 - 3月テレビ朝日）
- BSどーもくんワールド「（Z'mode）」（2002年4月 - 2007年3月NHKBS2）
- F2「（F2ドリームズ）」（2002年10月 - 2004年3月フジテレビジョン）
- 超星神グランセイザー（2003年10月 - 2004年9月TX） - 赤木順也 役
- 風魔の小次郎（2007年10月 - 12月TVK） - 西脇 役
- ここはグリーン・ウッド 〜青春男子寮日誌〜 - 斉木富雄 役
- 恋愛百景「（草食男子編　やってはいけないデート編）」（2006年10月 - 2009年9月テレビ朝日）
- なつぞら（2019年8月10日NHK総合） - 坂場一久の長兄 役

### 映画
- カクトウ便（2007年） - 沖林玲人 役
- スキヤキ・ウエスタン ジャンゴ（2007年9月、監督：三池崇史）
- マジックアワー（2008年6月、監督：三谷幸喜）
- 20世紀少年 -最終章- ぼくらの旗（監督：堤幸彦）
- ゆうばり国際ファンタスティック映画祭（2008年） - ＜フォーラムシアター部門＞正式招待作品
- さまよう刃（2009年10月、監督：益子昌一）
- あたたかい骨（監督：金允洙）
- 虚しいだけ（2013年5月、監督：今橋貴） - 第六期生修了作品
- バイバイ、マラーノ（2013年7月、監督：金允洙） - 奈良一臣 役、東京藝術大学大学院第七期生修了作品
- 野火（2015年7月、監督：塚本晋也）
- 走れ、絶望に追いつかれない速さで（2015年10月、監督：中川龍太郎）
- 或る夜の電車（2015年12月） - ユラ 役
- あずきと雨 (2023年11月、監督：隈元博樹)[1]
- 光る鯨（2023年12月、監督：森田博之） - 目黒 役[2]

### 舞台
- 美少女戦士セーラームーン - タキシード仮面 役 (2005年冬公演のみ)